# Pedro Quartucci
Pedro Vicente Ernesto Quartucci, född 30 juli 1905 i Buenos Aires, död 20 april 1983 i Buenos Aires, var en argentinsk boxare.
Quartucci blev olympisk bronsmedaljör i fjädervikt i boxning vid sommarspelen 1924 i Paris.